# 노재필
노재필(1916년 2월 15일~1997년 6월 20일)은 대한민국의 정치인이다. 제6·7대 국회의원을 지냈다.

## 역대 선거 결과
|  | 12.60% |

|  | 44.16% |

|  | 51.62% |

|  | 48.12% |